# 尼古拉·费克连科
尼古拉·弗拉基米罗维奇·费克连科（俄語：Николай Владимирович Фекленко，1901年—1951年），苏联军事领导人，第57特别军军长，在诺门罕战役前，朱可夫婉转批评他：“是个优秀的布尔什维克，优秀的人，毫无疑问对党忠心耿耿。他尽了各种努力，但总体而言，他组织能力不佳，缺乏不屈不挠的精神”，后再伏罗希洛夫的建议下斯大林决定阵前易帅。